# Stadttheater Artà

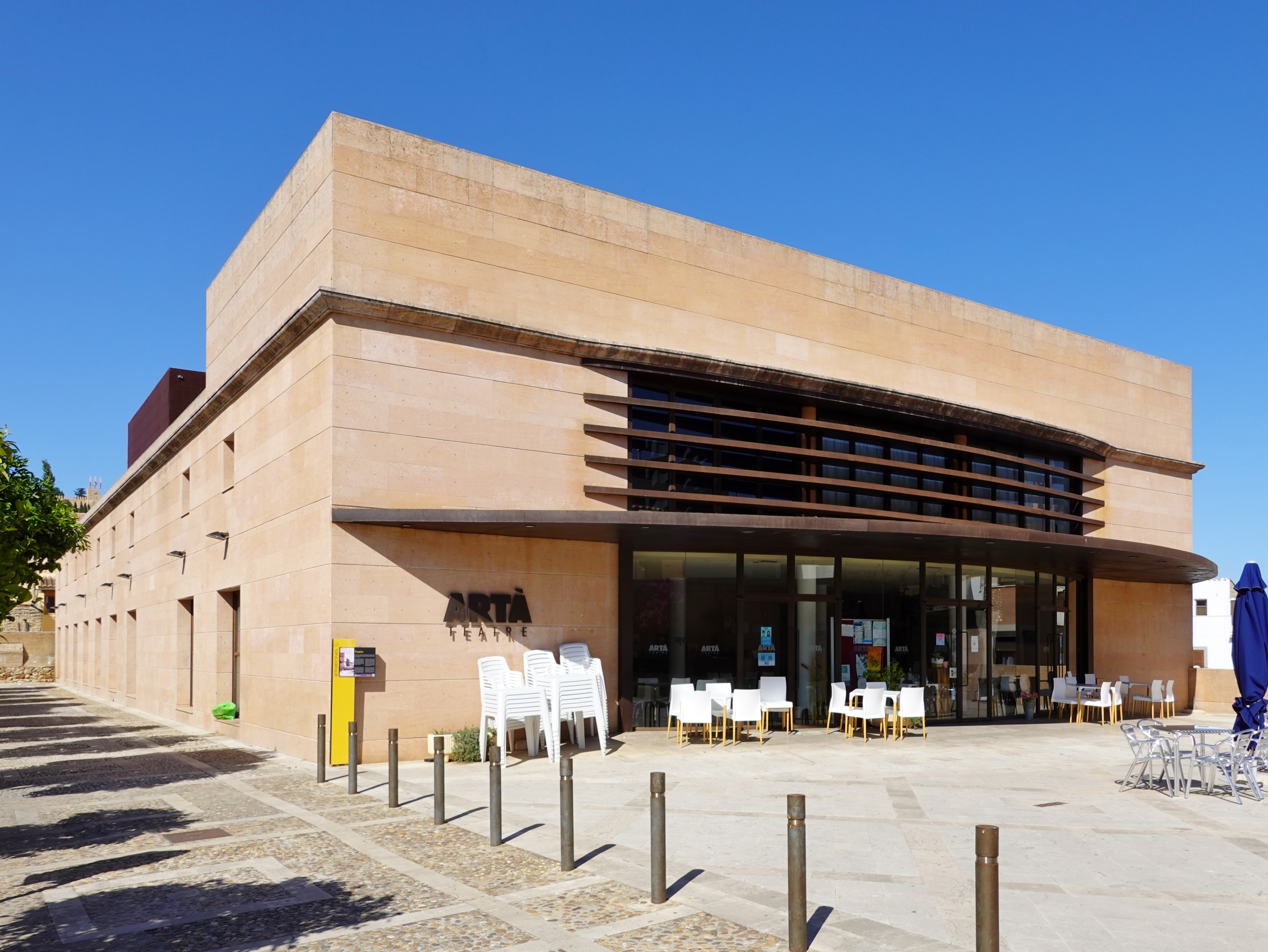
Stadttheater Artà, Blick von Südwesten

Das Stadttheater Artà (katalanisch Teatre d'Artà) ist ein Theater in der spanischen Gemeinde Artà im nordöstlichen Teil der Mittelmeerinsel Mallorca.
Es befindet sich auf der Ostseite der Straße Carrer de Ciutat im südlichen Teil Artàs an der Adresse Carrer de Ciutat 1. Umgeben ist das Theater von der Promenade Paseo dels Taronger.

## Architektur und Geschichte
Das Theater wurde im ehemaligen Garten des Kulturzentrums Na Batlessa gebaut und am 1. Juni 2001 eröffnet. Architekt des Baus war Mateu Carrió. Es verfügt über einen Veranstaltungssaal mit 460, einem Mehrzweckraum mit etwa 100 und ein Versammlungsraum mit 20 Plätzen. Im Foyer des Hauses ist eine Cafeteria und der Kartenverkauf untergebracht.
Die Bühne des Hauses weist eine Fläche von 134 m² auf. Unterhalb der elf Meter breiten und sechs Meter hohen Bühnenöffnung befindet sich ein Orchestergraben. Es besteht ein elf Tonnen schwerer Brandschutzvorhang mit dem Bühne und Zuschauerraum getrennt werden können. Die Beleuchterbrücke ist in 14 Meter Höhe angebracht und verfügt acht Elektrowindenzüge, 13 Handwindenzüge und 16 Gegengewichtszüge.
Die akustische Raumgestaltung erfolgte durch Higini Arau. Er entwarf die Decke und setzte unterschiedliche Materialien ein, um eine homogene Klangverteilung zu erreichen.
Es besteht ein Regieraum, ein Projektionssystem Cinemeccanica 35 mm und Dolby-SR-System. Darüber hinaus verfügt das Theater über zwei Gemeinschafts- und zwei Einzelgarderoben.
Für das Theater wurde die Fundació Teatre Municipal d’Artà die insbesondere auch die Einbeziehung der Bürger in den Theaterbetrieb organisieren soll. Schwerpunkte liegen auf der Jugendarbeit, örtlichen Produktionen, der Kombination vom Laien- und Profiarbeiten und der Katalanischen Sprache. Im Theater findet das Festival für klassische Musik Antoni Lliteres und das Cool Days Festival statt.